# Gmina Kórnik
Die Gmina Kórnik ist eine Stadt-und-Land-Gemeinde im Powiat Poznański der Woiwodschaft Großpolen in Polen. Ihr Sitz ist die gleichnamige Stadt (deutsch Kurnik) mit etwa 7900 Einwohnern.

## Geographie

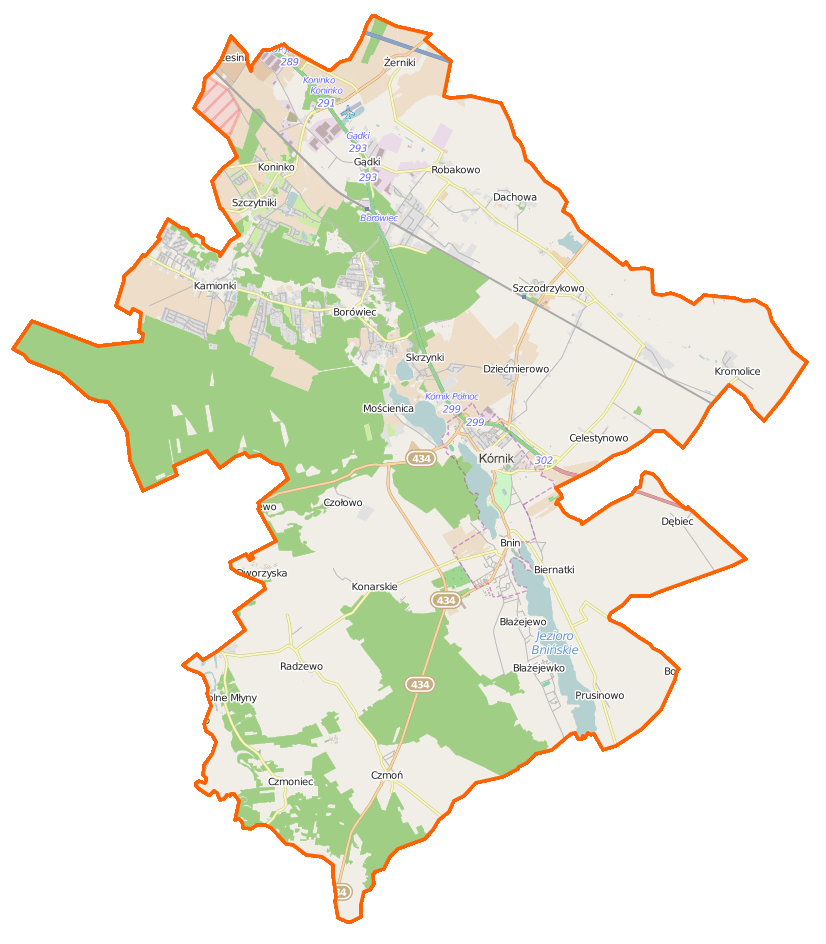
Karte der Gemeinde

Die Gemeinde liegt zentral in der Woiwodschaft. Sie grenzt im Norden an die kreisfreie Woiwodschafts-Hauptstadt Posen (Sitz des Powiats). Die weiteren Nachbargemeinden sind die Gemeinden: Kleszczewo im Nordosten, Środa Wielkopolska im Südosten, Jutrosin im Südwesten, Zaniemyśl und Śrem im Süden sowie Mosina im Westen.
Das Gemeindegebiet gehört zur großpolnischen Seenplatte (polnisch Pojezierze Wielkopolskie). Dazu gehören die drei Rinnenseen (von Nord nach Süd): Skrzynki Duże mit etwa 90 Hektar Wasserfläche, Jezioro Kórnickie (82 ha) und Jezioro Bnińskie (225 ha).
Die Gemeinde hat eine Fläche von 186,6 km², von der 62 Prozent land- und 26 Prozent forstwirtschaftlich genutzt werden.

## Geschichte

### Verwaltungsgeschichte
Das heutige Gemeindegebiet gehörte, unterbrochen durch die deutsche Besatzungszeit (Kórnik erhielt den Namen Burgstadt) im Zweiten Weltkrieg, von 1919 bis 1975 zum Powiat Śremski und zur Woiwodschaft Posen mit unterschiedlichen Zuschnitt. – Die deutsche Minderheit wurde nach dem Weltkrieg vertrieben.
Zum 1. Januar 1973 wurde die Landgemeinde Kórnik aus 1954 gebildeten Gromadas neu geschaffen. Von 1975 bis 1998 kam das Gemeindegebiet zur stark verkleinerten Woiwodschaft Posen (1975–1998). Der Powiat wurde in dieser Zeit aufgelöst. Stadt- und Landgemeinde Kórnik wurden 1990/1991 zur Stadt-und-Land-Gemeinde zusammengelegt. Diese gehört seit 1999 zur Woiwodschaft Großpolen und zum Powiat Poznański, die neu gebildet wurden.

### Gemeindepartnerschaften
- Wymbritseradiel (Friesland, Niederlande), seit 1992[3]
- Königstein im Taunus (Hessen, Deutschland), seit 2005[3]
- Gmina Bukowina Tatrzańska (Woiwodschaft Kleinpolen), seit 2011.[4]

### Geschichte der Stadt Bnin

Wappen von Kórnik und Bnin (rechts, heraldisch links)

Die alte Stadt Bnin verlor 1934 ihre Stadtrechte und wurde Sitz einer Landgemeinde, die in der Besatzungszeit aufgelöst wurde. Bnin erhielt 1939 den Namen Seebrück. Der Ort wurde 1954 Sitz einer Gromada, die 1960 zwei Umbildungen erfuhr. Zum 31. Dezember 1960 wurde Bnin in die Stadt Kórnik eingemeindet. Das Doppelwappen der Stadt und Gemeinde Kórnik zeigt links das Wappen von Kórnik und rechts (heraldisch links) das Wappen der ehemaligen Stadt Bnin. Der Stadtteil hatte 2010 etwa 2400 Einwohner.

## Gliederung
Zur Stadt-und-Land-Gemeinde (gmina miejsko-wiejska) Kórnik mit 30.909 Einwohnern (Stand 31. Dezember 2020) gehören die Stadt selbst und Orte mit 29 Schulzenämtern (sołectwa):
| Name                | deutscher Name (1815–1919)                  | deutscher Name (1939–1945)                          | Einwohner (31. Dez. 2019) |
| ------------------- | ------------------------------------------- | --------------------------------------------------- | ------------------------- |
| Biernatki           | Biernatki                                   | Urnenfelde                                          | 641                       |
| Błażejewko          | Weißensee                                   | Weißensee                                           | 281                       |
| Błażejewo           | Blazejewo bei Bnin                          | Blitzensieg                                         | 964                       |
| Borówiec            | Waldau                                      | Waldau                                              | 2895                      |
| Borówiec Nowy       |                                             |                                                     | s. o.                     |
| Czołowo             | Czolowo                                     | Schmiedsruh                                         | 255                       |
| Czmoń               | Czmon                                       | Schmentau                                           | 969                       |
| Czmoniec            | Schönthal                                   | Schöntal                                            | 246                       |
| Dachowa             | Dachowo                                     | Dachenau                                            | 1469                      |
| Dębiec              | Dembiec                                     | Friedrichseiche                                     | 98                        |
| Dziećmierowo        | Dziecmierowo                                | Heßhausen                                           | 730                       |
| Gądki               | Gadki (1815–1909) Gondek (1909–1919)        | Gondeck                                             | 570                       |
| Kamionki Północne   |                                             |                                                     | s. u.                     |
| Kamionki Przy Lesie |                                             |                                                     | s. u.                     |
| Kamionki Stare      | Kamionek (1815–1873) Steindorf (1873–1919)  | Steindorf                                           | 4243                      |
| Konarskie           | Konarskie bei Bnin                          | Wiesenhof (1939–1943) Koners (1943–1945)            | 367                       |
| Koninko             | Koninko                                     | Hagenfelde                                          | 457                       |
| Kromolice           | Kromolice                                   | Krummheide                                          | 166                       |
| Mościenica          | (zu Skrzynki)                               | (zu Seeforst)                                       | 347                       |
| Pierzchno           | Pierzchno (1815–1873) Pierschno (1873–1919) | Stiebenau (1939–1943) Perchen (1943–1945)           | 365                       |
| Prusinowo           | Prusinowo                                   | Preußisch Aue                                       | 226                       |
| Radzewo             | Radzewo                                     | Radtstett                                           | 632                       |
| Robakowo-Osiedle    |                                             |                                                     | s. u.                     |
| Robakowo-Wies       | Robakowo                                    | Göringslinde                                        | 2061                      |
| Runowo              | Runowo                                      | Neldenmühle                                         | 292                       |
| Skrzynki            | Skrzynki                                    | Seeforst                                            | 338                       |
| Szczodrzykowo       | Szczodrzykowo                               | Kiebitzweiler (1939–1943) Kiebitzweiher (1943–1945) | 603                       |
| Szczytniki          | Szczytnik                                   | Kreutzrunde                                         | 1543                      |
| Żerniki             | Zerniki                                     | Engarhof                                            | 258                       |

Weitere Ortschaften oder Weiler sind (Einwohnerzahl): Celestynowo (39), Dworzyska (28), Jaryszki (2), Świątniczki (15) und Trzykolne Młyny (120).
Die Stadt Kórnik hatte 7770 Einwohner, die Gemeinde insgesamt 28.990 (Stand 31. Dezember 2019).

## Verkehr
Die Schnellstraße S11 verbindet Kórnik mit der Großstadt Posen und dem internationalen Flughafen Poznań-Ławica. Sie verläuft weiter als Landesstraße DK11 (droga krajowa 11) über Ostrów Wielkopolski (Ostrowo) nach Bytom (Beuthen). Die Woiwodschaftsstraße DW434 führt nach Kleszczewo (Wilhelmshorst) im Nordosten und nach Śrem (Schrimm) im Süden. Die DW431 verbindet Kórnik über Mosina (Moschin) mit Granowo im Westen.
An der Posen–Kluczbork bestehen die Stationen Gądki, Kórnik im Dorf Szczodrzykowo und Pierzchno.

## Persönlichkeiten
In Bnin wurde 1923 die Literaturnobelpreisträgerin Wisława Szymborska (1923–2012) geboren.